# Рубинштейн, Артур
Арту́р Рубинште́йн (пол. Artur Rubinstein, в других языках обычно имя пишется как Arthur; 28 января 1887, Лодзь, Российская империя — 20 декабря 1982, Женева, Швейцария) — польский и американский пианист и музыкально-общественный деятель еврейского происхождения.

## Биография

### Ранние годы и начало карьеры
Рано проявив музыкальные способности, обучался в Лодзи и Варшаве, затем в Берлине по фортепиано у Карла Генриха Барта, по теории музыки у Макса Бруха и Роберта Кана; юному музыканту покровительствовал лично Йозеф Иоахим. В декабре 1900 года состоялся первый сольный концерт Рубинштейна с оркестром под управлением Иоахима, на котором он исполнил сочинения Шумана, Шопена, Моцарта, а также Второй фортепианный концерт Камиля Сен-Санса. Публика приняла юного музыканта с восторгом, и за этим концертом последовали выступления в Польше и Германии, в 1904 году состоялся дебют Рубинштейна в Париже, а два года спустя — в Карнеги-холле в Нью-Йорке. Американская музыкальная критика отозвалась о пианисте весьма холодно, посчитав, что тот ещё слишком молод для серьёзных выступлений.
В возрасте 21 года, будучи нищим и считая себя посредственным пианистом, попытался покончить с собой. Однако его ремень оказался слаб и порвался, пианист упал с крюка и захотел есть. Так, «благодаря ремешку», мир получил Артура Рубинштейна, с тех пор полюбившего жизнь.

### Мировая известность
Вернувшись в Европу, Рубинштейн знакомится с представителями новой культуры — художниками Жаном Кокто и Пабло Пикассо, композиторами Каролем Шимановским и Игорем Стравинским, которые оказали на него достаточно сильное влияние. К этому времени музыкант несколько отошёл от регулярных занятий на фортепиано, хотя в течение некоторого периода брал уроки у Игнация Падеревского. Природный талант позволял ему с лёгкостью разучивать новые сочинения, читать с листа целые оркестровые партитуры и играть в ансамблях. В своих воспоминаниях впоследствии Рубинштейн признавался, что концертные программы того времени он часто недоучивал, полагаясь исключительно на свои способности. Помимо выдающихся музыкальных данных, Рубинштейн обладал открытым, дружелюбным характером, что быстро принесло ему популярность в музыкальных кругах.
В 1900—1910-е годы концерты Рубинштейна с большим успехом проходили в Австрии, Италии, России, в 1912 году состоялось его первое выступление в Лондоне. Во время Первой мировой войны Рубинштейн работал военным переводчиком (он свободно владел восемью языками), но не прекращал и концертной деятельности, выступая в дуэте со скрипачом Эженом Изаи. Посетив в 1916—1917 годах с гастролями Испанию и Южную Америку, пианист заинтересовался музыкой Гранадоса, Альбениса, Вила Лобоса и де Фальи и в дальнейшем неоднократно исполнял их сочинения на своих концертах.
После окончания войны музыкант продолжил активную концертную деятельность, но после женитьбы в 1932 году на несколько лет прекратил выступления, чтобы улучшить своё мастерство и полностью переработать репертуар. Возвращение Рубинштейна на большую сцену состоялось в 1937 году, когда он совершил крупное концертное турне по США, и критики, тридцать лет назад говорившие о незрелости его исполнения, теперь единодушно назвали Рубинштейна одним из величайших пианистов XX века.

### Эмиграция и послевоенная карьера
Большим потрясением для Рубинштейна, находившегося в то время в США, стало нападение нацистской Германии на Польшу в 1939 году. Многие из его родственников были отправлены в концлагеря. Музыкант навсегда отказался давать концерты в Германии. В 1946 году он принял американское гражданство и вновь начал выступать с концертами по всему миру как солист и в ансамбле с Яшей Хейфецем, Григорием Пятигорским, Генриком Шерингом, Квартетом имени Гварнери и многими другими выдающимися музыкантами. Пианист сделал более 200 записей, в том числе антологии фортепианной музыки Шопена и всех фортепианных концертов Бетховена. Неиссякаемая энергия позволила Рубинштейну накануне своего 90-летия, уже частично потеряв зрение, записать фортепианные концерты Брамса и Бетховена (с оркестром Концертгебау под управлением Бернарда Хайтинка), Грига, Шопена и Сен-Санса (с Лондонским филармоническим оркестром под управлением Андре Превина). Рубинштейн — десятикратный обладатель премии «Грэмми» за исполнение классических произведений. За выдающиеся заслуги ему была присуждена Премия Леони Соннинг за 1971 год, золотая медаль Королевского филармонического общества в Лондоне, Медаль Свободы США и другие награды.

### Последние годы
В честь Рубинштейна в 1974 году в Израиле был учреждён Международный конкурс пианистов его имени. До последних лет своей жизни музыкант оказывал активную поддержку молодым талантливым музыкантам (в их числе Франсуа Рене Дюшабль, Кристиан Цимерман, Даниэль Баренбойм и др.), а также помогал развитию музыкального образования в Израиле. Последний концерт Рубинштейна состоялся 31 мая 1976 года в Лондоне, за три года до того там же вышла в свет первая часть его автобиографии «Мои юные годы», а в 1980 году — вторая часть «Мои долгие годы».
Рубинштейн умер в Женеве, не дожив чуть больше месяца до своего 96-летия. Музыкант завещал развеять свой прах над Иерусалимским лесом, однако главные раввины Израиля постановили, что в этом случае лес, являющийся общественным парком, подпадает под религиозные законы по обустройству кладбищ. В первую годовщину смерти Рубинштейна был найден компромисс: урну с его прахом захоронили на специально выделенном небольшом участке, возвышающемся над лесом. Участок получил название «Лес Рубинштейна».

## Семья
- Жена — Анеля Млынарска, дочь композитора и дирижёра Эмиля Млынарского.
- Дочь — балерина, актриса и фотограф Ева Рубинштейн.
- Сын — актёр и режиссёр Джон Рубинштейн.

## Творчество
Творческое наследие Рубинштейна огромно — в его репертуар входили сочинения от И. С. Баха до композиторов первой половины XX века, однако наибольшую известность ему принесло исполнение музыки эпохи романтизма, в частности, Фредерика Шопена, одним из лучших исполнителей произведений которого многие музыканты считают именно Рубинштейна. Его исполнение отличается проникновенным лиризмом и тонкой фразировкой, экспрессивностью и богатейшей гаммой оттенков звучания.

## Награды
- Золотая медаль Королевского филармонического общества (1961)
- Премия Леони Соннинг (1971)
- Гранд-офицер (9 мая 1972 года) и офицер португальского ордена Сантьяго и меча (31 мая 1958 года)[4]
- Командор ордена Почётного легиона
- Президентская медаль Свободы с отличием (1976)
- Почётный Рыцарь-командор ордена Британской империи
- Офицерский крест ордена Возрождения Польши
- Орден Альфонсо X Мудрого (Испания)
- Офицер ордена Леопольда I (Бельгия)
- Кавалер Большого креста и Великий офицер ордена «За заслуги перед Итальянской республикой»

Введён в Зал славы журнала Gramophone.